# 블록 (농구)

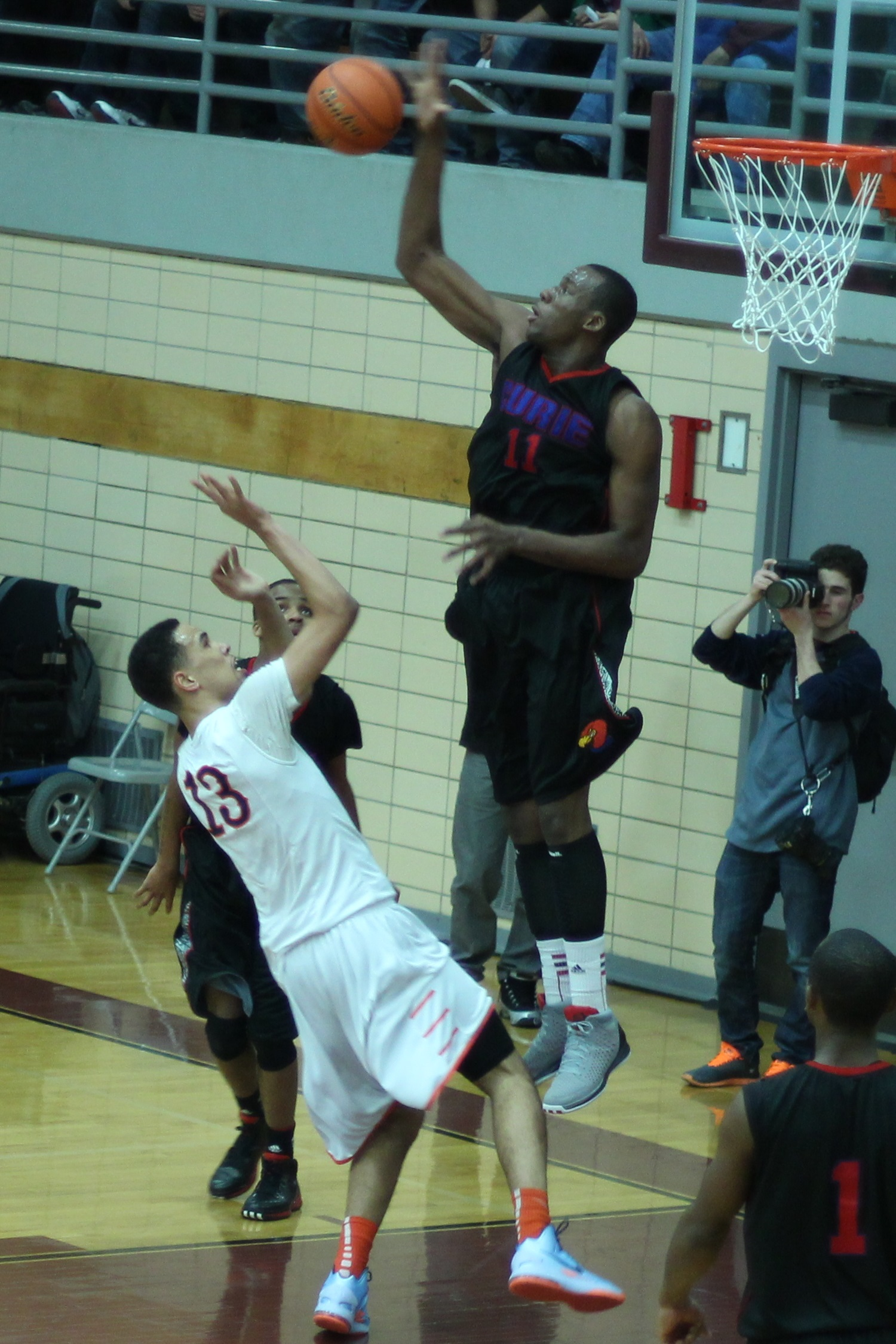

블록(block)은 농구에서 수비수가 합법적으로 공격수로부터 필드골을 방어하는 것을 말한다. 수비수는 공격수의 손과 접촉하는 것이 허용되지 않으며(수비수가 공에 접촉하지 않는 경우에도) 그렇지 않으면 파울이 선언된다.